# Eric Weiser
Eric Weiser (geboren als Erich Weiser 16. Juni 1907 in Wien, Österreich-Ungarn; gestorben 10. Dezember 1986 in Juvisy-sur-Orge) war ein französischer, deutschsprachiger Medizinjournalist, Publizist und populärwissenschaftlicher Buchautor.

## Leben
Der Sohn des aus Brünn stammenden Kaufmanns Julius Weiser und der Ella Back wurde in eine jüdische Familie geboren; in späteren Jahren war er konfessionslos. Weiser studierte Jura in Berlin und Leipzig, wo er 1929 mit einer Dissertation über das Glücksspiel promoviert wurde. Er engagierte sich in der sozialistischen Jugend. 1933 heiratete er die Berlinerin Hanna Wolf, sie hatten zwei Kinder. Nach der Machtübergabe an die Nationalsozialisten 1933 flohen sie nach Mallorca und gingen von dort 1934 nach Paris. 1935 emigrierten sie nach Palästina, wo er sich als Bridgespieler durchschlug. Ab 1947 arbeitete er als Auslandskorrespondent für Agence France-Presse (AFP). 
1951 kehrte er nach Paris zurück und arbeitete weiterhin für AFP. Ab 1955 lebte er als freischaffender Medizinjournalist und als Übersetzer. 1958 erhielt er die französische Staatsbürgerschaft. In seinen Büchern widmet er sich dem menschlichen Leben, von der Schwangerschaft bis zum Älterwerden. Seine Schriften wurden in mehrere Sprachen übersetzt. 1979 gab er ein Ärztewitze-Buch heraus.

## Schriften (Auswahl)

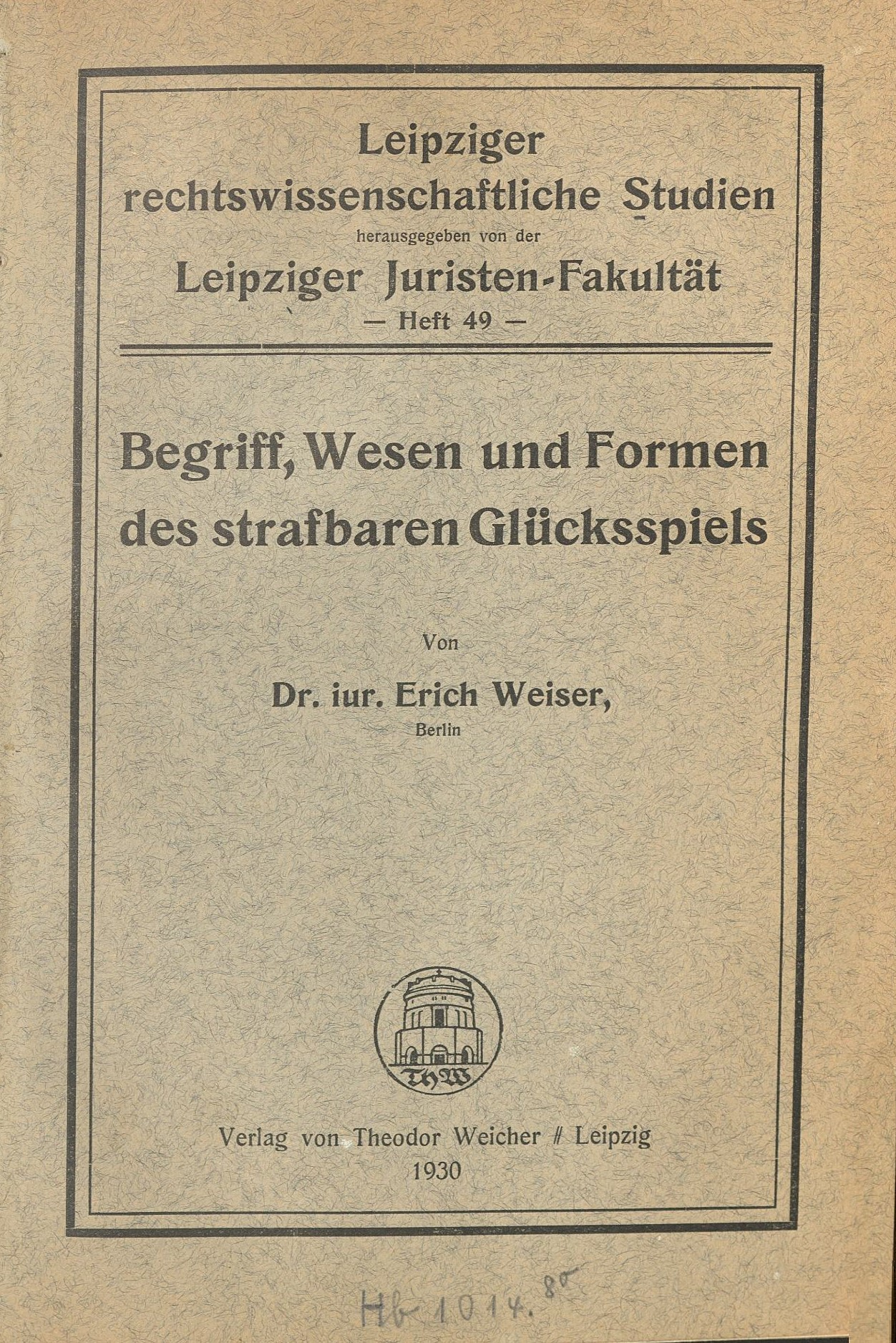
Dissertation (1930)

- Begriff, Wesen und Formen des strafbaren Glücksspiels. Leipzig : Weicher, 1930
- So entsteht der Mensch. Frankfurt: Ullstein Taschenbücher-Verlag, 1959.
- Wir wünschen uns ein Kind. Bern: Hallwag, 1962.
- Mein Kind und ich. Bern: Hallwag, 1964.
- Älter werden, aktiv bleiben. Zürich/Stuttgart/Wien: Müller, 1970 und 1971.
- Die gewonnenen Jahre. Wien: Econ-Verlag, 1967 / München: König, 1973.
- Als Herausgeber: Grosses Hausbuch der Gesundheit. Wiesbaden: Falken-Verlag Sicker, 1974.
- Als Herausgeber: Der praktische Hausarzt. Wiesbaden: Falken-Verlag Sicker, 1975.
- Gesundheit im Ruhestand. Köln-Braunsfeld: Müller, 1976.
- Biologische Rätsel. Wien/Düsseldorf: Econ, 1976.
- Als Herausgeber: Der teure Blinddarm und 150 andere Ärztewitze. Oldenburg/München: Stalling, 1979.
- Geheimnisvolles Säugetier Frankfurt/Berlin/Wien: Ullstein, 1980.